# Jurgita Petrauskienė
Jurgita Petrauskienė (* 1975) ist eine litauische Bildungsmanagerin und ehemalige Politikerin, von 2016 bis 2018 Bildungsministerin Litauens.

## Leben
Nach dem Abitur an der Mittelschule absolvierte Petrauskienė 1997 das Bachelorstudium der Pädagogik an der Vilniaus pedagoginis universitetas und wurde Lehrerin für englische Sprache. 2002 absolvierte sie das Masterstudium an der International Business School bei der Universität Vilnius. Sie arbeitete als Leiterin einer Unterabteilung und dann als stellvertretende Direktorin bei Tarptautinių mokslo ir technologijų plėtros programų agentūra. Vom 13. Dezember 2016 bis zum 7. Dezember 2018 war sie Bildungsministerin Litauens im Kabinett Skvernelis. Sie trat wegen Lehrerstreiks in Litauen zurück.